# Debbie Scott-Bowker
Deborah Dawn „Debbie” Bowker, z domu Scott (ur. 16 grudnia 1958 w Victorii) – kanadyjska lekkoatletka specjalizująca się w biegach średnio i długodystansowych, trzykrotna uczestniczka letnich igrzysk olimpijskich (Los Angeles 1984, Seul 1988, Barcelona 1992).

## Sukcesy sportowe
- siedmiokrotna mistrzyni Kanady w biegu na 1500 metrów – 1981, 1982, 1983, 1984, 1985, 1987, 1991[1]
- mistrzyni Kanady w biegu na 3000 metrów – 1982

| Rok  | Miasto       | Zawody                                    | Konkurencja                   | Wynik                   |
| ---- | ------------ | ----------------------------------------- | ----------------------------- | ----------------------- |
| 1981 | Madryt       | Mistrzostwa świata w biegach przełajowych | bieg indywidualny             | 8. miejsce              |
| 1984 | Los Angeles  | Igrzyska olimpijskie                      | bieg na 1500 m                | 10. miejsce             |
| 1985 | Paryż        | Światowe igrzyska halowe                  | bieg na 3000 m                | złoty medal             |
| 1986 | Edinburgh    | Igrzyska Wspólnoty Narodów                | bieg na 1500 m bieg na 3000 m | srebrny medal           |
| 1987 | Indianapolis | Igrzyska panamerykańskie                  | bieg na 1500 m                | srebrny medal           |
| 1987 | Rzym         | Mistrzostwa świata                        | bieg na 3000 m                | 13. miejsce             |
| 1988 | Seul         | Igrzyska olimpijskie                      | bieg na 1500 m bieg na 3000 m | 12. miejsce 15. miejsce |
| 1991 | Tokio        | Mistrzostwa świata                        | bieg na 1500 m                | 11. miejsce             |

## Rekordy życiowe
- bieg na 1500 metrów – 4:05,07 – Tokio 29/08/1991
- bieg na 2000 metrów – 5:39,96 – Gateshead 05/08/1986
- bieg na 3000 metrów – 8:43,81 – Seul 23/09/1988
- bieg na 3000 metrów (hala) – 9:04,99 – Paryż 19/01/1985